# Udre Udre
Ratu Udre Udre fue un jefe fiyiano conocido por ser considerado como el más prolífico caníbal de la humanidad, y una de las últimas personas del archipiélago en practicar el canibalismo. Durante el siglo XIX, se calcula que consumió los cadáveres de entre 872 y 999 personas. En su tumba hay una piedra por cada cuerpo comido, ubicada en la localidad de Rakiraki de la provincia de Ra, en Viti Levu septentrional. Según su hijo, comía a sus víctimas en su totalidad, siendo prácticamente la carne humana su único alimento.